# Кинематограф Малайзии

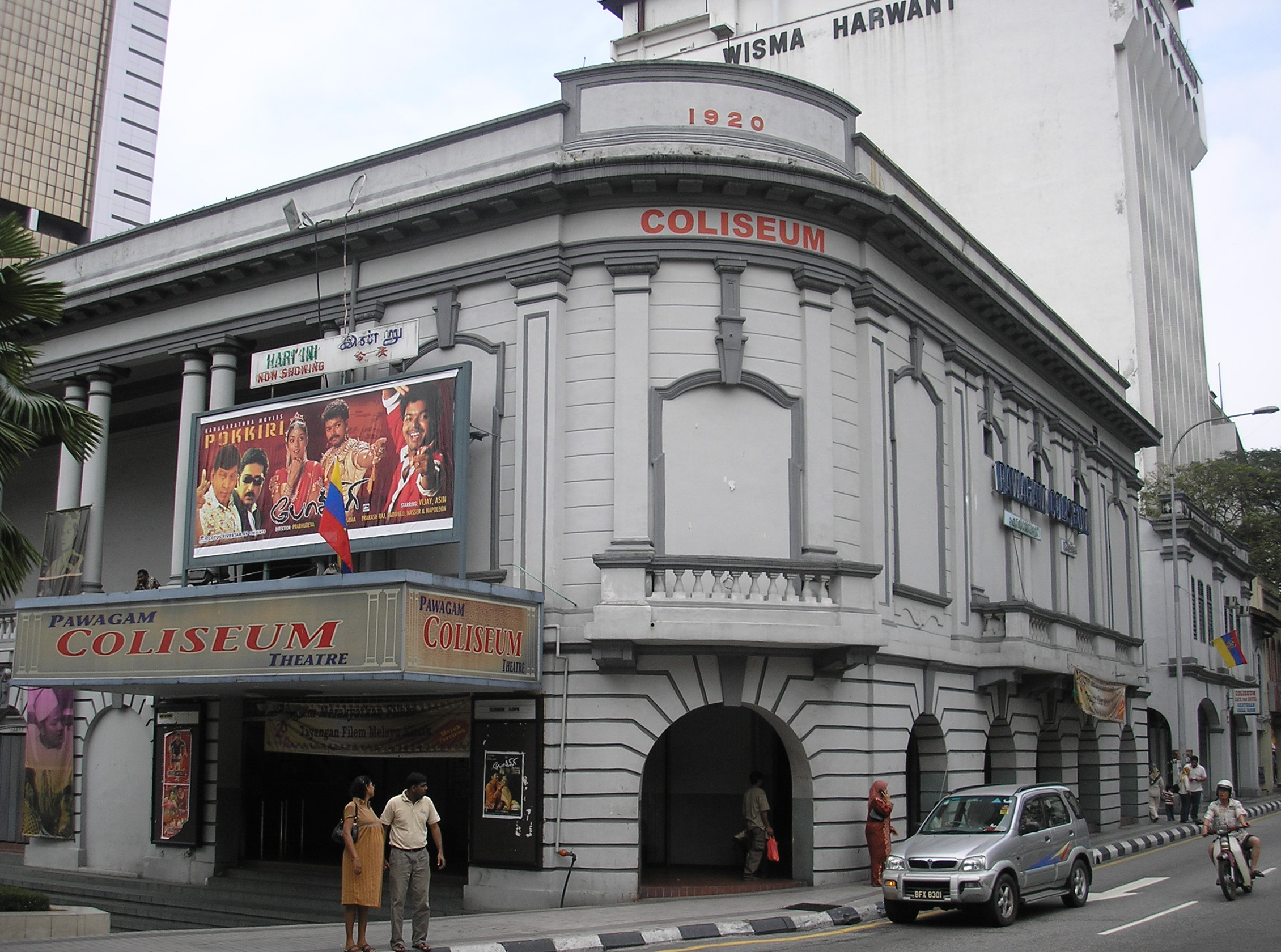
Театр Колизей (Куала-Лумпур)

Кинематограф Малайзии — совокупность полнометражных фильмов, произведённых в Малайзии. Фильмы Малайзии снимаются на малайском, тамильском, английском, севернокитайском и кантонском языках.
Ежегодно Малайзия снимает порядка шестидесяти фильмов и от 300 до 400 телевизионных драм и сериалов. Страна также проводит собственные ежегодные кинопремии национального уровня под названием Кинофестиваль Малайзия. В стране также около 150 кинотеатров и мультиплексов, в которых транслируются не только местные, но также и иностранные фильмы. Иностранные продюсеры могут снимать фильмы на территории Малайзии, а также участвовать в совместном кинопроизводстве, дабы малайзийские художники и технические специалисты имели возможность приобрести опыт.

## История

### Ранние фильмы, 1933—1941
Первый малайзийский фильм, Leila Majnun, был снят в 1933 году. Сюжет фильма основывается на античной персидской истории про двух злополучных любовников. Режиссёром фильма был Балден Сингх Раджханс, продюсером — сингапурская компания Motilal Chemical Company of Bombay. В актёрском составе участвовала местная оперная группа.
Видя успех первого малайского фильма, два брата, Шао Ифу и Шао Жэньмэй, привезли в 1937 году новое оборудование из Шанхая. Их студия находилась на улице Ампас в Сингапуре. Однако братья Шао успели снять всего пять или шесть фильмов перед вторжением в Малайзию Японии в 1941 году.

### Во время японской оккупации, 1941—1945
В 1941 году японцы отметили, что конкретно малайское производство фильмов ограниченно, и что производством занимаются в основном китайцы, а именно братья Шао. Однако такая же ситуация продолжалась и во время японской оккупации. Малайские фильмы производились в основном японцами.
Японские киностудии сняли несколько фильмов в оккупированном Сингапуре. В таких фильмах, как «Южные ветра II» (яп. 続・南の風, 1942), «Малайский тигр» (яп. マライの虎, 1942) и «Тотальная атака Сингапура» (яп. シンガポール総攻撃, 1943), оккупированные территории изображаются как богатые ресурсами. Японцы описываются как добрые и простые люди. В японских малайзийских фильмах часто присутствует тема секса и «караюки-сан», женщин, которых либо продавали в бордели, либо отправляли в Юго-Восточную Азию, чтобы они могли заработать деньги проституцией. Это можно увидеть, например, в таких фильмах, как «Караюки-сан» (яп. からゆきさん, 1937), фильм Кэйсукэ Киносита «Цветущий порт» (яп. 花咲く港, 1943) и фильм «Сутенёр» (яп. 女衒).

### Развитие и упадок, 1945—1975
После войны братья Шао продолжили снимать свои фильмы. Среди режиссёров малайских фильмов было много индийцев. Среди них: С. Раманатхан, Пхани Маджумдар, Сеетхарама Састри и другие. Однако к 1960-м годам малайские режиссёры заменили индийских.
Успех, достигнутый киностудией братьями Шао, побудил нескольких других предпринимателей заняться тем же бизнесом. В 1951 году Хсу Чиу Мэн основал кинокомпанию Нусантара. В 1952 году Хо Ах Лоук открыл студию Римау.
Сначала, все фильмы были чёрно-белыми. В студиях находились свои собственные лаборатории, средства записи и редактирования. Прямая запись звука использовалась до 1960-х годов, пока не появилась система дублирования.
Сценарии основывались в основном на фольклоре, сказках, легендах и сказаниях. К примеру компания Malay Film Productions выпустила фильм о легендарном воине времён Малаккского султаната по имени Ханг Туах.
Хотя появилось много компаний, таких как Nusantara Films, Tan & Wong Film Company, Rimau Productions и Cathay-Keris, многие из них закрылись из-за растущих издержек производства и уменьшения аудитории. Из-за этого много компаний перестали снимать фильмы в Малайзии, к примеру MFP и Cathay-Keris работают только в Сингапуре.

### Возрождение, с 1975
В 1975 году Sabah Films получила огромную популярность и прибыль благодаря своему фильму Keluarga Comat. Вскоре появились другие компании, такие как Perfima, Syed Kechik Productions, Indra film Productions, Jins Shamsuddin Production и другие.
В 1981 году появилась Национальная корпорация развития кино Малайзии. Целью компании стало развитие малайзийской киноиндустрии. НКРКМ создала множество различных схем для помощи малайским режиссёрам. Среди них, к примеру, кредитная система, помогающая начинающим режиссёрам.
Благодаря возрождению малайского кино, появилось множество изменений и новшеств. Например, появилась и широко распространилась техника цветного кинематографа. Появился налог на развлечения, и продюсеры могли вернуть часть потраченных денег. 
Количество снятых фильмов в год всё увеличивается: в 2009 году было снято 26 фильмов, в 2019 уже 59. 